# Fraunhofer-Institut für Kommunikation, Informationsverarbeitung und Ergonomie

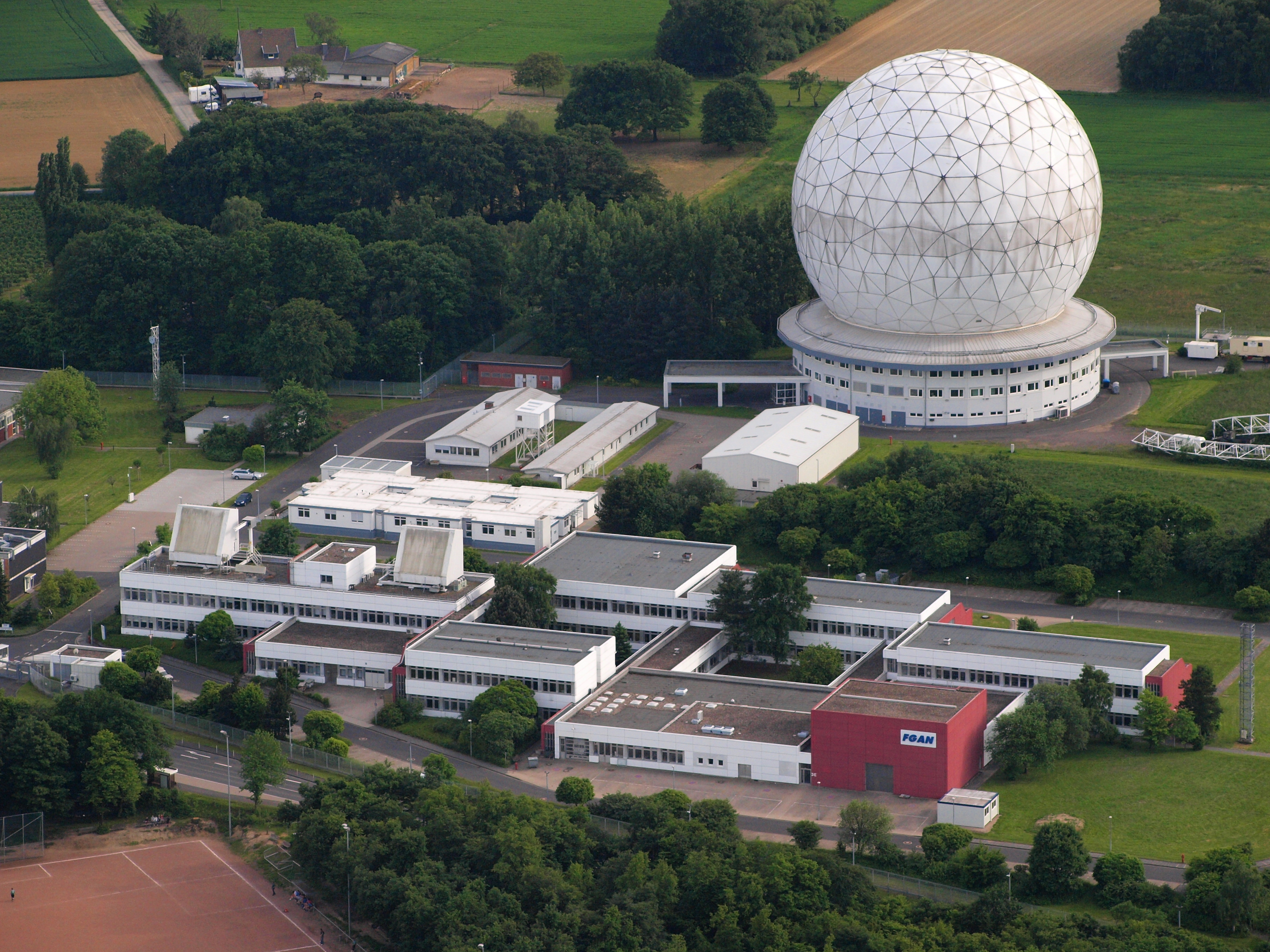
Institutsgelände in Wachtberg, historische Luftaufnahme 2009 zu FGAN-Zeiten.

Das Fraunhofer-Institut für Kommunikation, Informationsverarbeitung und Ergonomie FKIE, auch „Fraunhofer FKIE“ genannt, ist eine Einrichtung der Fraunhofer-Gesellschaft und hat seinen Sitz in Wachtberg und Bad Godesberg. Seine Aktivitäten sind der angewandten Forschung und Entwicklung „… mit dem Ziel, existenzbedrohende Risiken frühzeitig zu erkennen, zu minimieren und beherrschbar zu machen …“ in zehn Abteilungen zuzuordnen.
Das Institut wird seit 2010 von Peter Martini geleitet, der in Personalunion auch Leiter der Arbeitsgruppe Kommunikationssysteme der Abteilung 4 des Instituts für Informatik an der Rheinischen Friedrich-Wilhelms-Universität Bonn ist.
Anfang 2021 waren mehr als 500 Mitarbeiter beschäftigt und das jährliche Budget lag bei ca. 38 Mio. Euro.

## Geschichte
1955 wurde die Gesellschaft zur Förderung der astrophysikalischen Forschung e. V. gegründet, 1975 erfolgte die Umbenennung in Forschungsgesellschaft für Angewandte Naturwissenschaften (FGAN). Es erfolgte eine Reorganisation der FGAN von sechs Institute auf drei Institute aus der u. a. 1999 das Forschungsinstitut für Kommunikation, Informationsverarbeitung und Ergonomie (FKIE) hervorging. 2009 fand die Integration in die Fraunhofer-Gesellschaft statt und seitdem nennt sich das Institut Fraunhofer-Institut für Kommunikation, Informationsverarbeitung und Ergonomie (FKIE).

## Zahlen und Fakten
Im Jahr 2016 lag das jährliche Budget des Fraunhofer FKIE bei 33,5 Millionen Euro. Damit ist das Budget im Vergleich zu den Vorjahren stetig gewachsen. So lag das Budget im Jahr 2015 bei 32,6 Mio., im Jahr 2014 bei 30,6 Mio. und im Jahr 2013 bei 28,3 Mio. Euro.
2016 war das Fraunhofer FKIE mit 184 Projekten beauftragt.
235 Publikationen wurde im Jahr 2016 von Mitarbeitern und Mitarbeiterinnen des Fraunhofer FKIE veröffentlicht, darunter 94 Konferenzbeiträge, 68 Berichte, 31 sonstige Veröffentlichungen, 29 Zeitschriftenaufsätze und 13 Buchaufsätze.
Zu den häufigsten Studienrichtungen zählen laut Jahresbericht 2016/17 Computerlinguistik, Elektrotechnik, Informatik, Maschinenbau/Verfahrenstechnik, Mathematik, Physik, Psychologie und Sicherheitstechnik.

## Organisation
Das Institut hat sein Forschungs- und Entwicklungsangebote in zehn Forschungsabteilungen organisiert:
- Sensordaten- und Informationsfusion (SDF)
- Kommunikationssysteme (KOM)
- Informationstechnik für Führungssysteme (ITF)
- Mensch-Maschine-Systeme (MMS)
- Systemergonomie (SE)
- Usable Security and Privacy (USP)
- Cyber Analysis & Defense (CA&D)
- Cyber Security (CS)
- Kognitive Mobile Systeme (CMS)
- Produkt- und Prozessergonomie (PPE)

## Forschung
Das FKIE arbeitet im Rahmen ihrer Forschungsprojekte mit verschiedenen deutschen und internationalen Universitäten als auch Hochschulen zusammen.
- Unter anderem in den Bereichen Mustererkennung, Signalverarbeitung, Kommunikationssysteme, IT-Sicherheit, Robotik mit der Rheinischen Friedrich-Wilhelms-Universität Bonn.[9][10]
- Mit der Hochschule Bonn-Rhein-Sieg wird ein gemeinsames Lernlabor Cybersicherheit betrieben.[11]
- Im Rahmen der Forschungsgebiete Kommunikationssysteme, Arbeitswissenschaft und Systemergonomie besteht eine Kooperation mit der RWTH Aachen University.[12][9]
- Des Weiteren wird im Bereich Verteilte Systeme mit der Universität Osnabrück zusammengearbeitet.[9]
- Die Abteilung Sensordaten- und Informationsfusion realisierte Projekte unter anderem in Zusammenarbeit mit der TU Ilmenau, der University of Connecticut, der Hochschule Koblenz, der TU München sowie der Universität Siegen.[13]

## Gremien
Das FKIE beteiligt sich in verschiedenen Gremien und Netzwerken:
- Armed Forces Communications and Electronics Association (AFCEA)
- European Defence Agency (EDA)
- EuRobotics
- Expertenrat Cyber-Sicherheitslagebild des Bundesamtes für Sicherheit in der Informationstechnik (BSI)
- Fraunhofer VVS[14]
- Gesellschaft für Datenschutz und Datensicherheit (GDD)
- Gesellschaft für Informatik (GI)
- Internationale Elektrotechnische Kommission (IEC)
- International Ergonomics Association (IEA)
- NATO Science and Technology Organisation (STO)
- UAV DACH – Verband für Unbemannte Luftfahrt